# Эрогенная зона (альбом)
Эрогенная зона — третий студийный альбом группы Чиж & Co, записанный и выпущенный весной 1996 года. 

## Создание альбома
Альбом был записан в 1996 году на Петербургской студии грамзаписи и состоял в основном из студийных записей песен, ранее исполнявшихся на концертах. Кроме них, в альбом попали концертная версия песни «Вечная молодость» и кавер-версия песни Владимира Высоцкого «Лирическая», записанная в том же году для альбома-трибьюта «Странные Скачки», изданного лейблом «DDT records». Со слов Сергея Чигракова в интервью журналу «Fuzz», некоторые песни из альбома представляли собой демозаписи, сделанные в одиночку, а другие представляют собой новую аранжировку относительно уже исполнявшихся; так или иначе, альбом задумывался в первую очередь для поклонников, будучи сформированным из нетрадиционных для группы песен. Большинство песен на альбоме появились в записи впервые, за исключением песни «Вечная молодость» (записана впервые на альбоме «Чиж» 1993 года) и песни «Фантом» (записана в 1989 году на альбоме «Лет Ит Би» одной из групп Егора Летова, «Коммунизм»).

## Список композиций
Альбом состоит из 9 композиций:
| №                   | Название                            | Автор(ы)                        | Длительность |
| ------------------- | ----------------------------------- | ------------------------------- | ------------ |
| 1.                  | «Фантом» (вступление взято из live) | автор неизвестен                | 5:57         |
| 2.                  | «Динамовский вальс»                 | Сергей «Чиж» Чиграков           | 3:00         |
| 3.                  | «Снова поезд»                       | Сергей «Чиж» Чиграков           | 6:54         |
| 4.                  | «Эрогенная зона»                    | народная                        | 4:29         |
| 5.                  | «Russo matroso»                     | Захар Май                       | 4:47         |
| 6.                  | «То засада, то измена»              | Сергей «Чиж» Чиграков           | 2:43         |
| 7.                  | «Прекрасное воскресение»            | Д.Бун, русский текст М.Белякова | 3:33         |
| 8.                  | «Вечная молодость» (live)           | Сергей «Чиж» Чиграков           | 11:01        |
| 9.                  | «Лирическая»                        | Владимир Высоцкий               | 4:33         |
| Общая длительность: | Общая длительность:                 | Общая длительность:             | 47:02        |

## Состав
Альбом был записан в следующем составе:
- Сергей «Чиж» Чиграков — гитара, аккордеон, вокал, клавишные;
- Михаил Владимиров — гитара;
- Алексей Романюк — бас-гитара;
- Владимир Ханутин — барабаны, бэк-вокал;
- Юрий Морозов — звукорежиссёр;
- Игорь Березовец — продюсер.

## Издания
В 1996 году альбом был издан на кассетах и в двух вариантах компакт-дисков — упрощённые и подарочные (с многостраничным буклетом). В 2016 году группа запустила серию переизданий альбомов на виниле; в апреле 2019 года была выпущена пластинка с альбомом «Эрогенная зона». Пластинки выпускались в Германии на 180-граммовом чёрном виниле при поддержке лейбла «Bomba Music».